# Perdita melanops
Perdita melanops är en biart som beskrevs av Timberlake 1968. Perdita melanops ingår i släktet Perdita och familjen grävbin. Inga underarter finns listade i Catalogue of Life.